# 1964 في جمهورية أيرلندا
فيما يلي قوائم الأحداث التي وقعت خلال عام 1964 في جمهورية أيرلندا.

## سياسة

### تعيين في المنصب
- 8 أكتوبر – تشارلز هوهي وزير الزراعة والغذاء والملاحة [الإنجليزية]‏.

### انتهاء فترة المنصب
- 8 أكتوبر – تشارلز هوهي وزير العدل والمساواة [الإنجليزية]‏.

## مواليد

### مارس
- 4 مارس – بريان كرولي سياسي أيرلندي.

### يوليو
- 21 يوليو – ستيف كولنز ملاكم أيرلندي.

### سبتمبر
- 5 سبتمبر – ليام أوبرين لاعب كرة قدم أيرلندي.
- 25 سبتمبر – ماريا دويل كينيدي

## وفيات

### سبتمبر
- 18 سبتمبر – سيان أوكيسي (مواليد 1880) كاتب أيرلندي.